# Établissement de la Radiodiffusion-Télévision Tunisienne
Établissement de la Radiodiffusion-Télévision Tunisienne (in arabo مؤسسة الإذاعة والتلفزة التونسية‎?, Mu'asasat al'iidhaeat waltalfizat altuwnisia; ERTT) è stata un'azienda pubblica tunisina che gestiva la telediffusione in Tunisia.
L'ERTT è stato membro dell'Unione europea di radiodiffusione, dell'African Union of Broadcasting e dell'Arab States Broadcasting Union; inoltre, possiede una quota del canale di informazione Euronews.
I suoi servizi venivano offerti nelle seguenti lingue: arabo, francese, italiano e turco.

## Chiusura
Il 7 novembre 2006, l'allora presidente Zine El-Abidine Ben Ali ha annunciato la divisione dell'azienda in due enti distinti: Établissement de la Radio Tunisienne (مؤسسة الإذاعة التونسية) e l'Établissement de la Télévision Tunisienne (مؤسسة التلفزة التونسية). Questa divisione è divenuta effettiva a partire dal 31 agosto 2007.

## Organizzazione

### Televisione
Tra il 1990 al 2007, ERTT possedeva due canali televisivi nazionali.:
- RTT;
- Canal 21.

### Radio
Fino al 2007, ERTT possedeva nove emittenti radiofoniche (4 emittenti nazionali e 5 emittenti regionali).
Le stazioni nazionali sono state:
- Radio Tunis;
- Radio Tunisie Culture;
- Radio Jeunes;
- Radio Tunis Chaîne Internationale.

Le stazioni regionali sono state:
- Sfax;
- Monastir;
- Gafsa;
- Tataouine;
- La Kef.